# Origen dels etruscs

Un mapa que mostra l'extensió d'Etrúria i la civilització etrusca. El mapa inclou les 12 ciutats de la lliga etrusca i les ciutats etrusques més notables.

Hi ha dues hipòtesis principals respecte als orígens de la civilització etrusca en la primera Edat del ferro: desenvolupament autòcton in situ fora de la cultura de Villanova, o colonització d'Itàlia des del Pròxim Orient. La tesi d'una població autòctona que va divergir genèticament ha estat suggerida com a possibilitat per Cavalli-Sforza.
La classificació per part d'Helmut Rix de l'etrusc com a integrant de la família de llengües tirrenes, amb el lemni i el rètic, reflecteix aquesta ambigüitat. Rix veu l'etrusc relacionat amb el rètic, la llengua parlada en el Alps, al nord d'Etrúria, suggerint connexions autòctones, però d'altra banda el Lemni la llengua trobada a la "Estela de Lemnos" sembla relacionat també amb l'etrusc, el que implica o bé una presència etrusca a Lemnos o bé una expansió tirrènica cap a l'Egeu. El lemni podria haver arribat a la mar Egea durant l'Edat del bronze Tardana, quan els governants micènics van reclutar grups de mercenaris de Sicília, Sardenya i d'altres parts de la península italiana.
La llengua dels etruscs era d'una família diferent de la dels pobles itàlics i celtes veïns, que parlaven llengües indoeuropees.
L'estudi més novell del mtDNA (2013) suggereix que el etruscs estan molt a prop de la població neolítica d'Europa Central i de les altres poblacions toscanes. Això coincideix amb el rètic llengua que va ser parlada al nord del Alps en l'àmbit de la cultura dels camps d'urnes d'Europa Central. La cultura de Villanova es va conformar a partir de la cultura de les urnes cap a l'any 1.100 aC i aquesta cultura és anterior a la civilització etrusca.

## Origen autòcton
Dionís d'Halicarnàs va afirmar:
| « | De fet, els que probablement més s'acosten a la veritat són els que declaren que la nació va emigrar d'un altre lloc, però era nativa del país, ja que es creu que és una nació molt antiga i no està influenciada per cap altre, ni en el seu idioma ni en la seva forma de viure. | » |

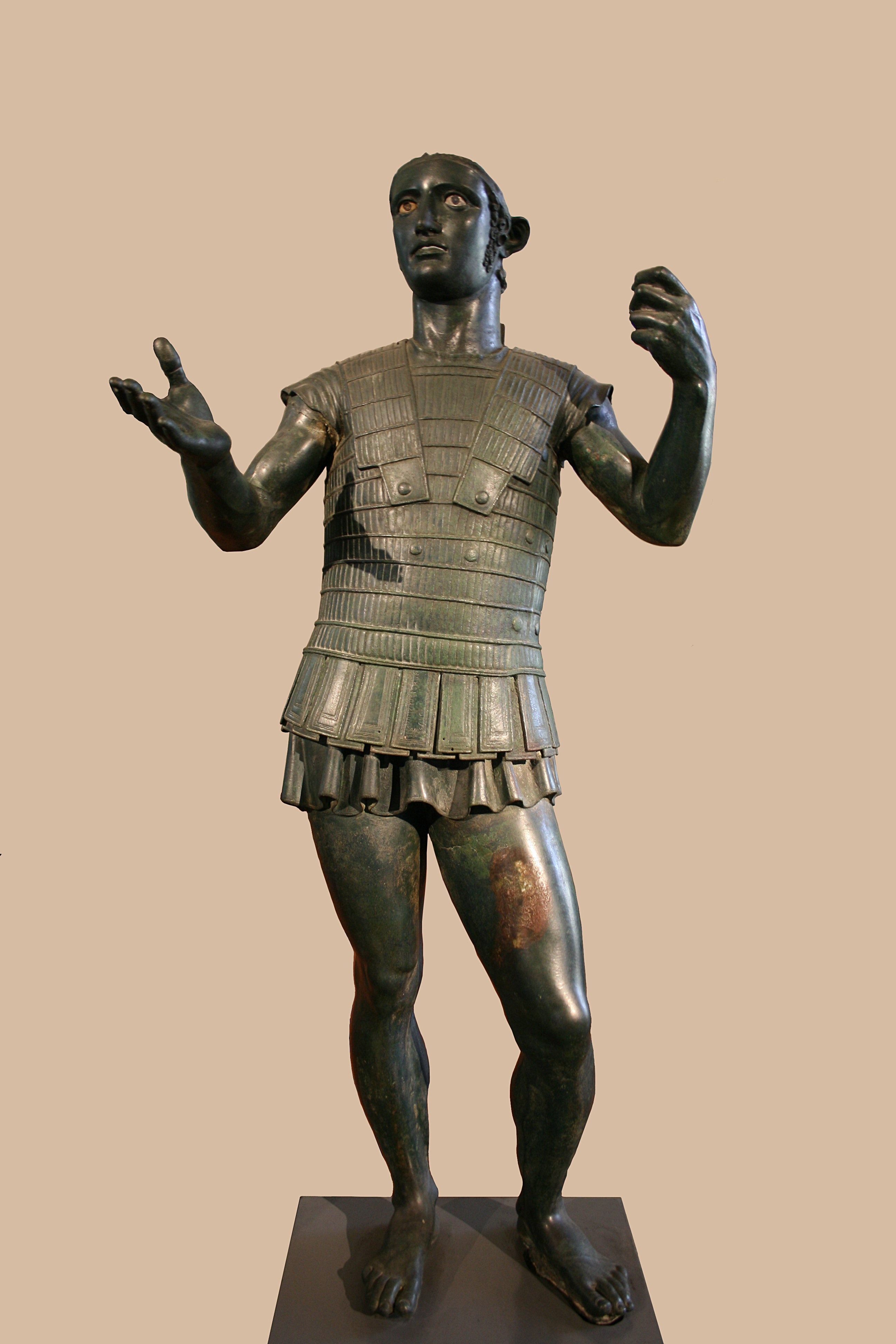
El Mart de Todi, una vida-sized escultura de bronze d'un soldat que fa una Ofrena votiva. Finals del segle V o principis del

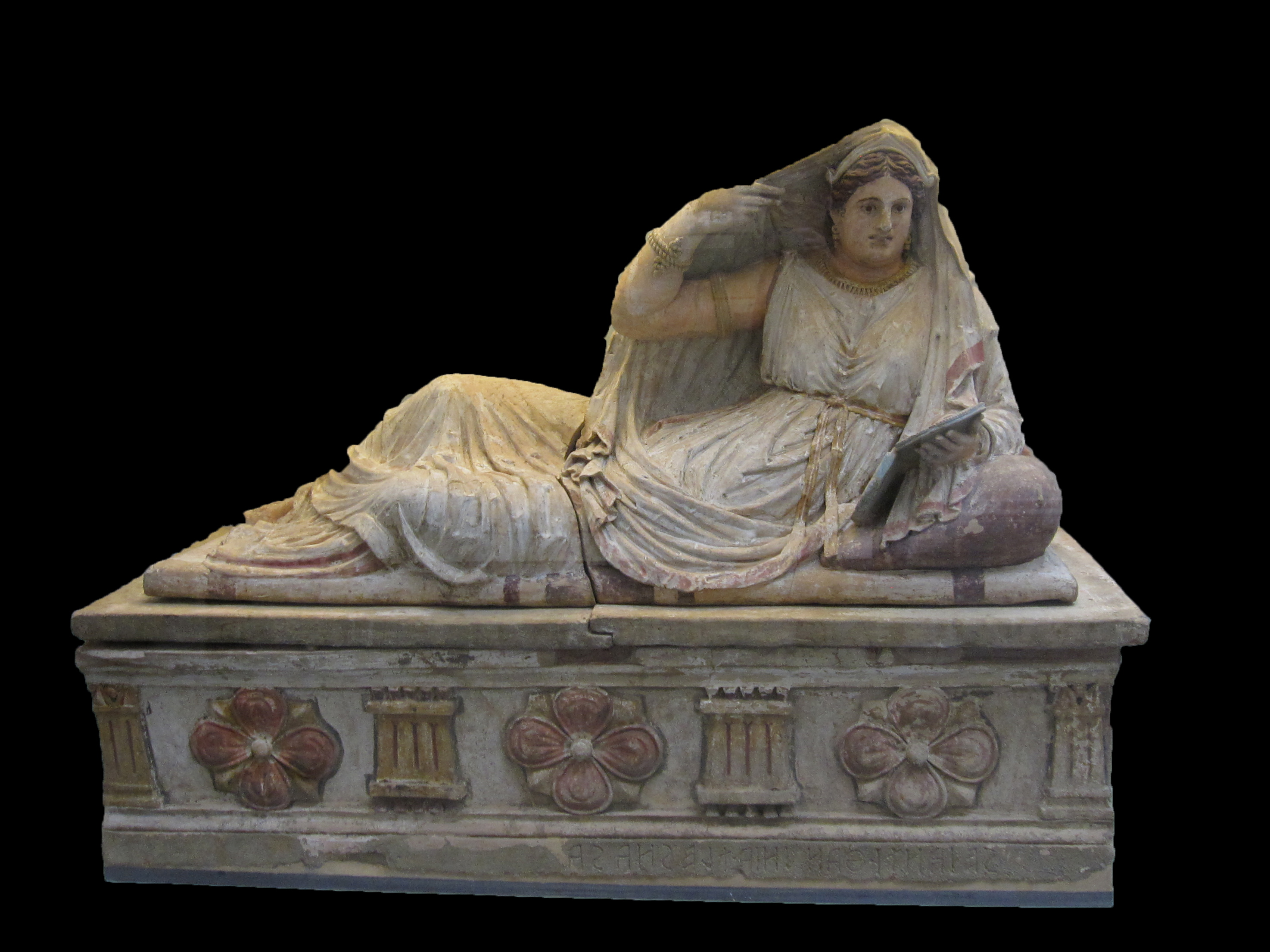
Sarcòfag de terracota pintat de Seianti Hanunia Tlesnasa, aproximadament entre el 150 i el 130 aC

Amb aquest passatge Dionís d'Halicarnàs va posar el fonament de la teoria autòctona, és a dir, que l'element central dels etruscs, dels que parlaven la llengua etrusca, era «la mateixa terra», el mateix lloc on durant tant de temps havia semblat que n'eren els habitants primigenis o natius. Serien per tant els continuadors directes de la cultura de Villanova.
Recollint aquest tema, Bonfante (2002) afirma:
| « | ... la història dels etruscs s'estén des de ... prop del 1200 al 100 aC. Molts llocs de les ciutats principals etrusques de temps històrics van ser ocupats de forma contínua des de l'Edat de Ferro fins a la cultura de Villanova. S'hauria evitat molta confusió si els arqueòlegs haguessin utilitzat el nom "proto-etrusc '.... Perquè la gent, de fet ... no apareixen de sobte. Tampoc no van començar a parlar etrusc de cop i volta. | » |

Una elaboració addicional conjectura que els etruscs van ser
| « | Una illa ètnica de pobles molt antics aïllats per la inundació de parlants de llengües indoeuropees. | » |

El 1942, l'historiador italià Massimo Pallottino va publicar un llibre titulat "Els etruscs" (que seria publicat en anglès el 1955). Pallottino va presentar diverses hipòtesis que van guanyar una àmplia acceptació en la comunitat arqueològica. Va dir que "a ningú se li ocorreria de demanar on tengueren l'origen els italians o els francesos, sinó que estudiaria la formació de les nacions italiana i francesa". S'entén que el procés de formació de la civilització etrusca va tenir lloc a Etrúria o en el seu entorn proper. Formulant un punt de vista diferent sobre la mateixa evidència, Pallottino diu:
| « | Hem de tenir en compte el concepte 'etruscs' com ...unit a ... una nació que va florir a Etrúria entre la vuitena i primera centúria abans de Crist .... Podem discutir la procedència de cada un d'aquests elements, però un concepte més apropiat ... seria el de la formació ... el procés formatiu de la nació només pot haver tingut lloc en els territoris propis dels etruscs; i som capaços de conèixer l'etapa final d'aquest procés. | » |

J. P. Mallory compara els etruscs a altres poblacions mediterrànies no indoeuropees, com els bascos de la península Ibèrica i sud de França, que absorbeixen els estils d'art i alfabet dels seus veïns grecs.

## Origen anatoli
Certs autors grecs i romans van veure la presència dels etruscs a Itàlia com un "problema històric", ja que es diferenciaven de les altres civilitzacions de la zona.
En la mitologia greco-romana, Enees (grec: Αἰνείας, 'Aineias') era un heroi troià, fill del príncep Anquises i la deessa Venus. El seu pare era també el segon cosí del rei Príam de Troia. El viatge d'Enees des de Troia, (dirigit per Venus, la seva mare) que el va portar a la fundació de la ciutat de Roma, es narra a l'Eneida de Virgili, on s'empra la historicitat de la llegenda d'Enees per afalagar l'emperador August. Ròmul i Rem, que apareixen en la mitologia romana com els fundadors tradicionals de Roma, eren d'origen oriental: el seu avi Numítor i el seu germà Amuli es considera que són descendents dels fugitius de Troia.
Heròdot registra la llegenda que els etruscs (coneguts pels grecs com tirrens) procedien de Lídia, a l'Àsia Menor, actual Turquia.
| « | Aquesta és la seva història: […] el seu rei dividí el poble en dos grups, i els va repartir la terra en porcions, de manera que un grup havia de mantenir-se allà i l'altre sortir del país; ell mateix havia de ser el cap dels que va assenyalar per quedar-se, i el seu fill, que es deia Tirrenos manava als que van partir. […] Van arribar a Úmbria, on van fundar ciutats i han viscut des de llavors. Ja no es diuen a si mateixos lidis, i van prendre el nom de tirrens, del nom del fill del rei que els havia portat allà. | » |

L'erudit clàssic Michael Grant va comentar aquesta història, escrivint que "es basa en etimologies errònies, igual que moltes altres tradicions sobre els orígens de pobles marginals del món grec". Grant escriu que hi ha l'evidència que els propis etruscs van fer córrer aquest origen per tal de fer més fàcil el seu comerç amb Àsia Menor, quan moltes ciutats d'aquesta zona i els mateixos etruscs estaven en guerra amb els grecs.
Tanmateix, l'historiador grec Dionís d'Halicarnàs va objectar que la cultura tirrènica (etrusca) i la seva llengua no tenien gaires similituds amb el Lidi. Va declarar:
| « | Per aquesta raó, per tant, estic convençut que els pelasgs són un poble diferent dels tirrens. I no crec, tampoc, que els tirrens fossin una colònia dels lidis; perquè ells no fan servir el mateix llenguatge que aquests últims, ni es pot al·legar que, tot i que ja no parlen una llengua semblant, encara conservin alguns altres costums del seu país d'origen. Que ni adoren als mateixos déus que els lidis, ni fan ús de lleis o institucions similars, i en aquests mateixos aspectes difereixen més dels lidis que dels pelasgs. | » |

## L'origen dels etruscs i els "pobles de la Mar"

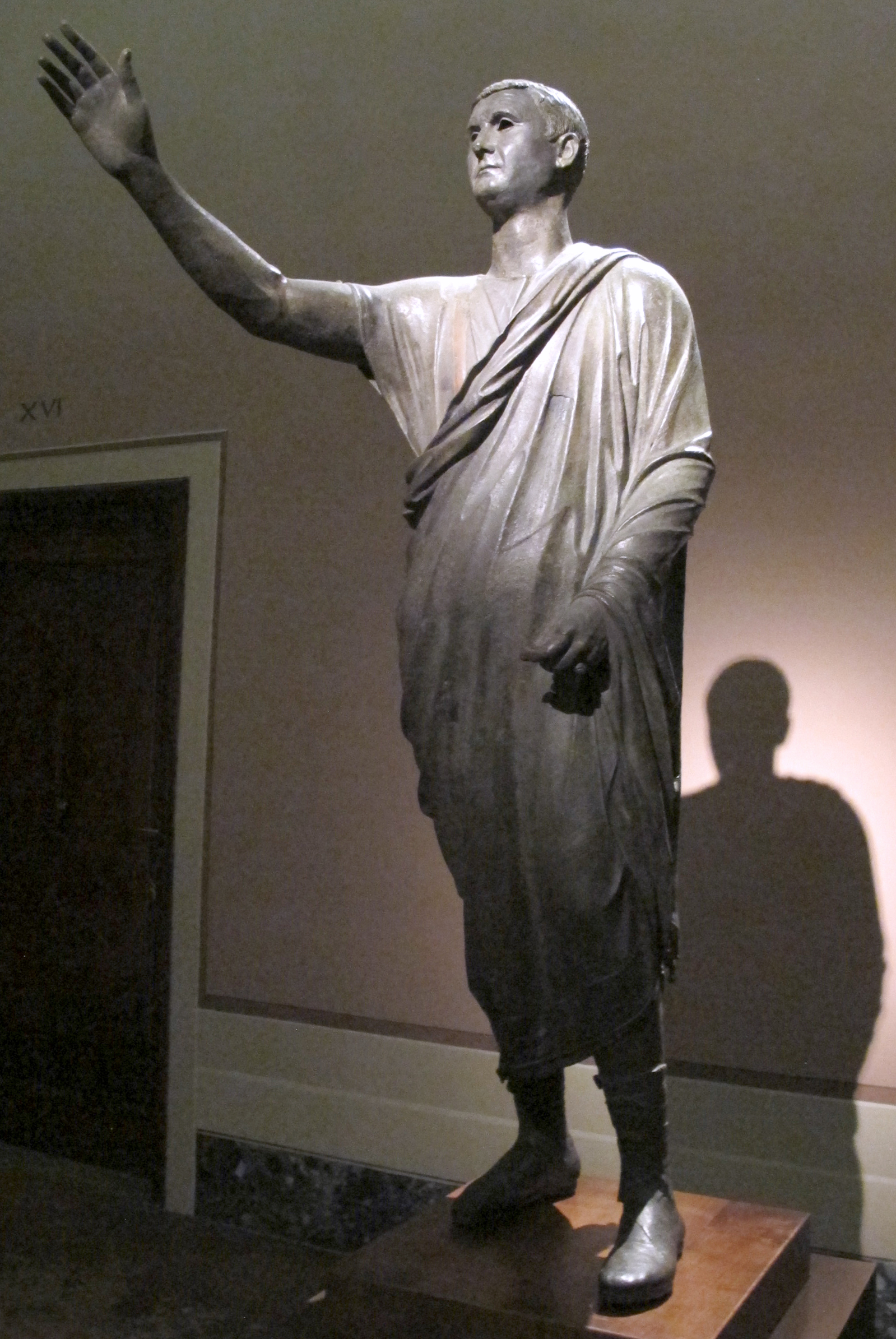
L'Orador, circa 100 aC, una estàtua etrusca de bronze que represenita a Aulus Metellus, un etrusc, home que porta una toga Romana mentre fa un discurs; l'estàtua presenta un inscripció en alfabet etrusc

Els etruscs o tirrens podrien haver estat un dels Pobles de la mar dels segles XII i XIV aC, si l'assimilació dels "teresh" d'inscripcions egípcies amb els "tirrenoi" feta per Massimo Pallottino és correcta. No hi ha cap evidència addicional per connectar els pobles de la mar als etruscs: el nom antic dels etruscs "rasna" no sembla una derivació tirrènica. La civilització etrusca ha estat estudiada, i la llengua en part s'ha desxifrat. Té variants i representants en les inscripcions de l'Egeu, però aquestes poden ser també obra dels viatgers o colons etruscos durant el període d'expansió marítima abans que Roma destruís el seu poder polític i militar. Als segles VI i V aC, la paraula "tirrens" es referia concretament als etruscs, i el mar proper es va anomenar mar Tirrena, segons Estrabó En Pindar, el Tyrsanoi apareixen aliats amb els cartaginesos, i eren una amenaça per la Magna Grècia:
Tucídides els esmenta junt amb els pelasgs i els associa amb els pirates lemnis i amb la població pre-grega d'Àtica. Lemnos es va mantenir relativament lliure de la influència grega fins a l'època hel·lenística, i curiosament, l'estela de Lemnos del segle vi aC està inscrita amb un llenguatge molt similar a l'etrusc. Això ha dut a postular un grup de llengües tirrenes que comprèn l'etrusc, el lemni i el rètic. Hi ha així evidència que hi hi havia de fet com a mínim una relació lingüística entre els lemnis i els etruscs. Les circumstàncies concretes d'aquesta relació són controvertides; una majoria dels estudiosos, com a mínim dins Itàlia, adscriuria els tirrens de l'Egeu a l'expansió etrusca del segle viii aC al VI aC., situant la pàtria dels etruscs a Itàlia i els Alps, en particular a causa de la seva relació amb la població rètica alpina. Els partidaris d'aquesta darrera escola de pensament es refereixen a la llegenda de l'origen lidi dels etruscs descrita per Heròdot, i a la declaració de Titus Livi que el rètics eren etruscs desplaçats a les muntanyes davant la invasió dels gals. Els crítics amb aquesta teoria diuen que hi ha una escassa relació lingüística entre l'etrusc i l'indoeuropeu, per no parlar de les llengües d'Anatòlia, i fan referència a Dionís d'Halicarnàs, que decididament argumenta contra una relació entre etruscs i lidis. Tanmateix, l'idioma lidi està testimoniat algun temps després del que es creu que els immigrants tirrens van arribar a Itàlia.

## Diferència entre l'origen i la influència cultural
L'origen de la civilització d'Etrúria és un debat antic, encara actualment en discussió entre els investigadors, perquè els termes en els quals els historiadors s'han expressat s'ha basat sovint en concepcions al marge de les dates de l'origen i de la cultura. Després de dos mil·lennis d'aixecar teories concloents cap a una ubicació definitiva dels orígens d'Etrúria, s'ha dirigit la recerca moderna cap a maneres divergents de les aproximacions tradicionals sobre els orígens nacionals i en comptes d'això centrar-se en el desenvolupament de conceptes, com l'origen nacional i la formació cultural, diferenciant entre influència cultural i origen cultural.

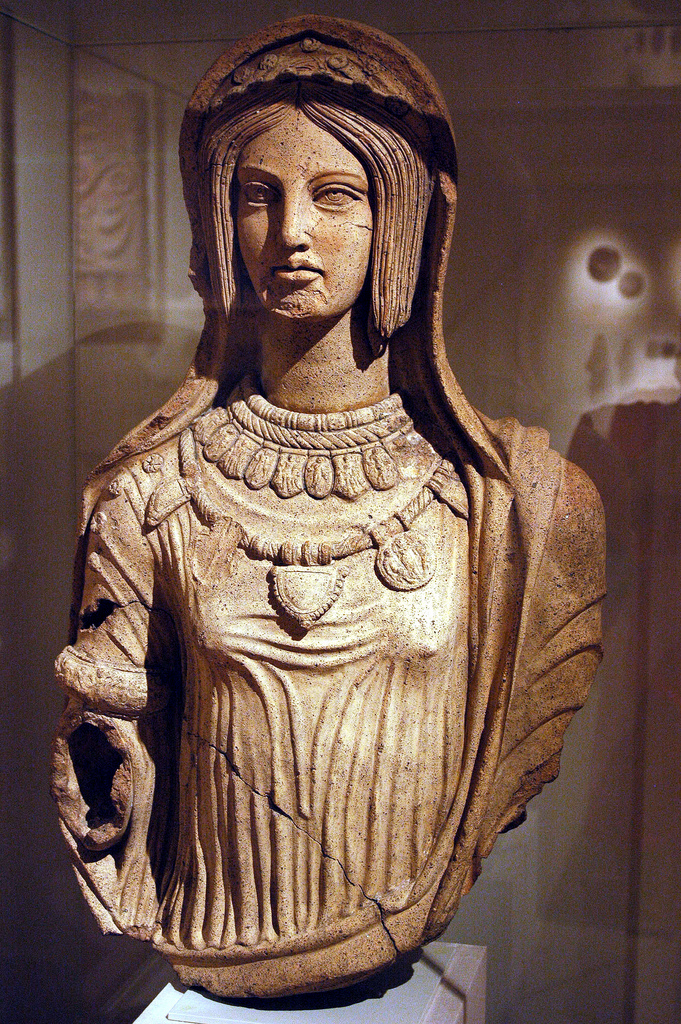
Terracota. Figura d'una dona jove, finals del, principis del

Les fonts inicials de la investigació pels historiadors que estudien els orígens dels etruscs són les fonts clàssiques proporcionades per erudits antics com Heròdot i Dionís d'Halicarnàs. Aquests escriptors estaven interessats en aclarir on s'havia originat una civilització tan avançada. Heròdot va iniciar la teoria anatòlica, explicant l'origen dels etruscs com una migració massiva des de Lídia, dirigida pel rei Tirrè, una migració causada per la fam iniciada poc després de la Guerra de Troia. Larissa Bonfante argumenta que el concepte tradicional d'origen que els escriptors grecs clàssics utilitzaven «s'havia d'explicar com el resultat d'una migració, sota el lideratge d'un mític heroi fundador». Valeria Forte, a més, ha afegit que el desplaçament dels caps herois a terra estrangera és una «narrativa fixa» utilitzada per «promoure el domini polític i cultural de les civilitzacions orientals sobre la cultura itàlica». L'argument és que «les imatges estereotipades d'una immigració marítima a Itàlia procedent de l'orient» és la fórmula típica dels escriptors clàssics com Heròdot que s'aplicarà sense cap investigació històrica.
La segona hipòtesi fonamental va ser explicada per l'historiador Dionís d'Halicarnàs. Era conscient que els seus predecessors van ser «unànimes a afirmar que els etruscs van arribar des de l'est», va expressar una hipòtesi alternativa dient que els etruscs eren «nadius del país», i en fer-ho va iniciar la teoria autòctona. Els investigadors s'han demanat el motiu pel qual les fonts antigues semblen unànimes sobre l'origen anatoli. Bonfante suggereix que és la resposta natural dels escriptors grecs per connectar els èxits de la civilització a uns altres herois grecs en un intent de promoure una «narrativa nacional glorificant». D'altra banda, R.S.P Beekes argumenta que aquests escriptors antics, especialment Heròdot, van trobar en la fam a Lídia una connexió òbvia amb la migració a Etrúria, més que una àrea de discussió. La teoria autòctona que Dionís d'Halicarnàs va iniciar era un punt de vista sostingut pels mateixos etruscs, a qui va consultar, tot i que és qüestionable el grau en què aquests etruscs coneixien el seu propi origen.
L'anàlisi dels moderns investigadors, com John Bryan Perkins, utilitza amb escepticisme les fonts antigues com evidència sòlida per donar suport a una tesi històrica, perquè aquestes fonts generalment promouen una imatge nacional i tenen prejudicis polítics. Sosté que la interpretació antiga de l'origen etrusc ha derivat d'una «tradició hostil, de rivals i enemics, entre els grecs i els romans». L'extensió del prejudici clàssic s'exemplifica en els records primerencs dels etruscs. La literatura clàssica normalment retrata els etruscs com a 'pirates i saquejadors'. Massimo Pallottino assenyala que la seva reputació per la pirateria va prendre forma en temps d'Homer i la imatge ja es mostra en els himnes homèrics, i va ser clarament un producte de la intensa rivalitat comercial i territorial entre els etruscs i els comerciants grecs. Conseqüentment Perkins arriba a la conclusió que els estàndards «antics de la crítica històrica no eren els nostres», ja que «una gran part d'aquesta història es veu a través d'un vel d'interpretació, de la incomprensió i, de vegades, de la simple invenció». La tendència antiga a inventar o aplicar un relat imaginari al seu registre històric és evident en les Històries d'Heròdot. El seu relat ple d'històries de fantasia contribueix a la narrativa de glorificació de Grècia en les guerres mèdiques i exemplifica la grandesa de la conquesta grega. Aquest programa és problemàtic quan es considera la seva 'heroica' comprensió de l'origen dels etruscs, perquè les històries d'Heròdot tendeixen a contribuir a la narrativa nacional més que no a un registre històric. El seu relat s'estableix a través del que Perkins anomena un «mirall deformant» de l'antiguitat.
Valeria Forte admet el prejudici clàssic, però tanmateix argumenta que la distorsió política no ha cessat, ja que actualment la «propaganda política i el biaix nacionalista s'ha infiltrat en l'arqueologia italiana». La historiografia moderna sobre l'origen dels etruscs no està exempta de distorsió política; l'etruscologia reconeix que, quan s'intenta definir la procedència etrusca, s'està donant forma al sentit de la identitat italiana. Hi ha un cert orgull en considerar-se l'única connexió a una civilització tan avançada, D. H. Lawrence conclou en la seva recerca sobre la cultura etrusca que «els italians d'avui en dia són, de fet, molt més etruscs que no romans». Forte assenyala que els italians utilitzen la civilització etrusca per «representar un model d'expressió cultural» dins de la seva imatge nacional.
El professor Pallottino en els anys 1950 va fer ressorgir la teoria autòctona inicial i en fer-ho sostingué que la interpretació tradicional «va estar obsessionada amb la idea de que els orígens dels pobles itàlics es trobaven en les immigracions de fora». La tesi s'ha desenvolupat sobre la base que la cultura d'aquest poble sembla única davant qualsevol altra cultura prehistòrica coneguda, per tant, s'ha d'haver desenvolupat dins d'Itàlia ". Admet les contribucions estrangeres per al desenvolupament cultural dels etruscos, però sosté que la barreja de la cultura que els originà es va dur a terme en sòl italià, el conjunt de valors matrius era prou homogèni i, per tant, d'origen italià. Els arguments indigenistes es basen en els atributs únics de la cultura etrusca, creient que es tracta d'una seqüència evolutiva en la què Etrúria va desenvolupar la seva cultura independent, un «procés formatiu dels etruscos, que només pot tenir lloc en el territori de la mateixa Etrúria». Però, per subscriure aquesta tesi es presenta un problema, la cultura etrusca que «no hi ha dubte que és de per si un únic desenvolupament», s'ha intensificat i desenvolupat a partir d'altres soques culturals anteriors La pregunta és si aquests brots constitutius van ser dominants en el producte acabat. És difícil diferenciar entre el producte d'una cultura estrangera i el d'una cultura independent amb influències foranes. Altres metodologies històriques, com la lingüística, l'arqueologia i la investigació genètica, han intentat aclarir aquesta distinció i posar en relleu la magnitud de la influència estrangera en la cultura etrusca.
Els lingüistes han tractat de fer llum sobre el grau d'influència estrangera sobre la civilització etrusca. RSP Beekes fa dependre la seva anàlisi lingüística de les inscripcions de Lemnos, que ell creu que són «la resposta al problema dels orígens dels etruscos». L'estela de Lemnos és un testimoni del segle vi aC d'una llengua prehel·lènica trobada a Lemnos, una illa grega del Nord. La inscripció mostra diferents similituds amb la llengua etrusca; els dos idiomes s'apliquen un sistema semblant de quatre vocals, la gramàtica i el vocabulari. Beekes argumenta que les teories autòctones no són més que «un intent desesperat d'evitar la conclusió evident a partir de la inscripció lèmnia». No suggereix que el llenguatge de l'estela forma part de la cultura d'aquest poble, sinó més aviat que les similituds en les dues llengües demostren que els etruscs van emigrar d'Àsia Menor, com suggereix Heròdot.
Alison E. Cooley critica Beekes dient que les característiques orientals trobades en la recerca etimològica de la inscripció de Lemnos «simplement estableix la qüestió», però, imposa que els «atributs orientals més tardans de l'etrusc són sovint un producte d'aculturació». Cooley al contrari que Beekes sosté que les semblances en les llengües són un resultat de contacte amb la civilització grega i Lidia a causa de l'intercanvi comercial.
Els lingüistes, com Beekes, són criticats sovint per la suposició que «perquè parlen un llenguatge comú, han de pertànyer a la mateixa ètnia». No obstant això, recentment lingüistes com Kari Gibson han argumentat que el llenguatge és el factor predominant en la formació cultural d'una identitat nacional i, per tant, no pot ser descartat com un atribut independent d'una identitat cultural, sinó que més aviat és el marc en el que funciona un tipus de civilització. Gibson suggereix que el llenguatge està íntimament lligat a la identitat nacional i cultural del parlant, i com un «poderós símbol d'identitat nacional i ètnica» determina la percepció que té un individu del seu entorn. Per a utilitzar aquest argument en el debat lingüístic sobre l'origen dels etruscs, els estudiosos moderns com Cooley són potser massa desdenyosos de l'impacte del llenguatge en el desenvolupament de la identitat dels etruscs: «La identitat ètnica és el bessó de la identitat lingüística». És difícil per a la recerca avaluar el grau d'influència que l'idioma lidi hauria tingut en el desenvolupament cultural d'Etrúria, tot i que el llenguatge és sens dubte un ingredient clau en el desenvolupament de la cultura d'aquest poble.
L'arqueologia té un paper destacat en la revelació d'aspectes de la vida diària dels etruscs i de l'estructura social d'una civilització tan sofisticada, exposant així a la claror les influències estrangeres. Els descobriments arqueològics més importants de la civilització etrusca es troben en l'excavació de tombes. Bonfante remarca els elements culturals únics que il·lustren els frescos funeraris d'aquestes tombes. Els frescos ben conservats de les cambres funeràries trobades a la necròpolis de Monterozzi, situat en el caire sud-est de l'antiga ciutat de Tarquínia, són vitals per a la reconstrucció de la cultura etrusca. Els estudiosos defensors de la teoria autòctona tendeixen a cridar l'atenció sobre la representació de les dones en els frescos. Les proves materials de l'alt estatus social de les dones etrusques es poden constatar en els frescos de la Tomba dels Lleopards, que data del segle v aC. El fresc il·lustra les dones i els homes conversant junts i l'ús de les mateixes corones de llorer, el que implica que els símbols d'estatus en la societat etrusca van ser similars per a homes i dones. Aquest estatut avançat per a les dones és un element etrusc únic que no es coneix de cap altra cultura del seu temps.
Els frescos trobats en la Tomba de la Caça i la Pesca marquen un temps més primitiu, on els homes no dominaven encara el seu entorn. En els frescos els ocells que volen sobre un vaixell són més grans en proporció que les figures dels homes, Pallottino assenyala que es tracta d'un atribut únic de les obres d'art etrusques, ja que proporcionen una idea de com els etruscs es veien a ells mateixos en relació amb l'entorn. Les obres antigues amb data anterior a aquest fresc tendien a veure els homes des d'una sició dominant. No obstant això, la Tomba de la Caça i la Pesca representa els homes al fons de l'obra, en lloc d'ocupar el primer pla, el que suggereix que els estudiosos com Pallottino que Etrúria havia desenvolupat una cultura i comprensió social diferent a qualsevol altra civilització prehistòrica i, per tant, no pot ser un producte de qualsevol cultura anterior. Alberto Palmucci un etruscòleg italià creu que la grandària de les aus en aquest fresc no és un element innovador en la història de l'art, sinó més aviat una representació realista de grans cigonyes, que guiaven els viatges estacionals dels etruscos. Les obres d'art creades pels etruscs proporcionen una visió única de la seva cultura, i s'ha suggerit que la civilització etrusca no es feia ressò d'altres civilitzacions prehistòriques, sinó més aviat desenvolupava un conjunt distintiu dels valors socials.

## Evidència genètica
Hi ha hagut una sèrie d'estudis genètics sobre els etruscs i els toscans moderns comparades amb altres poblacions, i alguns d'aquests treballs indiquen un origen local, europeu, dels etruscs, i n'hi ha d'altres, en canvi, que semblen fer costat a la tesi de l'origen oriental o específicament d'Anatòlia. En general, la prova directa d'ADN antic etrusc ha donat suport a un origen local, mentre que les proves d'ADN de bestiar de raça o de la Toscana moderna, com un pont intermediari dels etruscs, han indicat uns orígens no locals. Encara que una mesura directa ha de considerar-se superior a una mesura substitutiva, el debat continua, a causa de la desconfiança dels resultats d'ADN antic i també de les mides reduïdes de les mostres d'ADN antic, en comparació amb el nivell de confiança alt que dona una gran quantitat de mostres i, per tant, una major confiança estadística per a les conclusions basades en un mostreig mèdic directe d'ADN actual.
L'últim estudi fet d'ADNmt molt ampli a partir de l'any 2013 indica, basat en l'ADN heretat per via materna, que els etruscs eren molt probablement una població nativa i molt estretament relacionada amb els actuals alemanys del sud. L'estudi es va fer a partir de l'ADN mitocondrial de 14 individus enterrats en dues necròpolis etrusques, analitzant-los juntament amb altres anàlisis d'ADNmt d'etruscs, unes altres mostres antigues ADNmt europeu, mostres modernes i medievals de la Toscana, i 4.910 individus moderns de la conca mediterrània. Els anàlisis dels antics (30 etruscos, i 27 toscans medievals) i de les seqüències d'ADN moderns (370 toscans) van ser sotmesos a diversos milions de simulacions per ordinador, cosa que va demostrar que els etruscs podien ser considerats ancestres per la població de l'Edat Mitjana i, sobretot en les subpoblacions de Casentino i Volterra, de la moderna Toscana; a les poblacions modernes de Murlo i Florència, per contra, es va mostrar que no hi havia continuïtat amb la població medieval. En tenir en compte, a més, dues mostres d'Anatòlia (35 i 123 individus), es va estimar que els vincles genètics entre la Toscana i Anatòlia es remunten almenys a fa 5.000 anys, el que suggereix que la cultura etrusca es va desenvolupar a nivell local, i no com una conseqüència immediata de la immigració des de les costes de la Mediterrània oriental. Segons l'estudi, l'ADNmt dels antics etruscs és més proper a les poblacions modernes del sud d'Alemanya i, seguit molt de prop, a una variada diversitat d'altres pobles europeus i no està particularment prop de les poblacions de la Mediterrània oriental de Turquia o d'un altre indret. Entre les poblacions antigues, els etruscos van resultar ser més propers als agricultors neolítics d'Europa Central.
Aquest resultat està en la línia dels resultats anteriors d'estudis d'ADNmt fets a partir del 2004 (en un estudi més petit també basat en ADN antic), i en contradicció amb els resultats de 2007 (basats en ADN modern). L'estudi de 2004 es va basar en l'ADN mitocondrial (ADNmt) a partir de mostres preses de 80 ossos de tombes que daten del segle vii aC fins al segle iii aC a Etrúria. Aquest estudi va trobar que l'antic ADN extret de les restes etrusques tenia algunes afinitats amb poblacions europees modernes, com els toscans a Itàlia. A més les mostres etrusques possiblement van revelar més herència genètica provinent del Mediterrani oriental i meridional que les que contenen les mostres d'italians moderns. L'estudi es va veure afectat per la preocupació que les seqüències d'ADN mitocondrial de les mostres arqueològiques estiguessin greument danyades o tinguessin l'ADN contaminat; No obstant això, investigacions posteriors van demostrar que les mostres van passar les proves més exigents de la degradació de l'ADN disponibles. Un estudi d'ADNmt de 2007, per contra, suggereix un origen d'Orient Pròxim. Un estudi d'ADNmt de 2007, per contra, suggereix un origen del Pròxim Orient. Achilli i altres autors van arribar a la conclusió que les seves dades, preses de la població de la Toscana moderna, «donen suport a la hipòtesi d'una aportació genètica post-neolítica des d'Orient Pròxim a la població actual de la Toscana», en absència de qualsevol altra evidència, no hi ha però un vincle directe entre aquesta dada genètica i els etruscs. L'estudi de l'Institut Mèdic Coriell que mostreja ADNmt d'una petita ciutat prop de Florència, va a la recerca d'una baula amb l'Orient Pròxim. Com que les mostres no es consideren genèticament "atípiques" de la Toscana, els proveïdors de mostra adverteixen que «no representen necessàriament tots els toscans, ni tots els italians, la història de la població és complexa». Com mostren els resultats de l'any 2013 i s'havia deduït amb anterioritat, l'explicació més serena de les contradiccions entre els diversos estudis és que el supòsit de la continuïtat genètica entre els etruscs i els toscans moderns és, en certa manera, fals, el que significa que la genètica a partir de les afinitats dels toscans no prova res de manera irrefutable sobre l'origen dels etruscs.
Altres estudis, basats en Y-ADN heretat per via paterna, han tendit a mostrar les connexions no locals dels etruscs sobre la base dels toscans moderns.
| « | Un estudi va mostrar que les àrees d'ocupació d'origen etrusc comparteixen una concentració relativament alta d'Haplogrup G del cromosoma Y humà amb els anatolis i la gent del Caucas, on el haplogrup aconsegueix la seva major presència, especialment entre els georgians i ossets. Aquesta prova no és específica per a qualsevol període o data, i podria reflectir les poblacions contigües o migracions significatives molt enrere en l'Edat de Pedra. | » |

Un altre estudi del genetista Alberto Piazza de la Universitat de Torí vincula els etruscs a Turquia. L'equip va comparar les seqüències d'ADN-I amb les dels homes de l'actual Turquia, amb el nord d'Itàlia, amb l'illa grega de Lemnos, amb les illes italianes de Sicília i Sardenya i amb el sud dels Balcans. Van trobar que les seqüències genètiques dels homes de la Toscana variaven significativament de les dels homes de les regions circumdants a Itàlia, i que els homes de Murlo i Volterra eren els més estretament relacionats amb els homes de Turquia. A Murlo, en particular, una variant genètica és compartida només per persones procedents de Turquia.
Un altre equip d'investigadors italians va demostrar que l'ADN mitocondrial dels bovins (Bos taurus) a la Toscana moderna és diferent de la de bestiar que normalment es troben en altres parts d'Itàlia, i fins i tot a Europa en el seu conjunt. Una població autòctona que es van separar genèticament es va suggerir com una possible explicació per Cavalli-Sforza. [2] L'ADN mitocondrial és similar a la del bestiar que es troba normalmrnt al Pròxim Orient. Moltes tribus que van migrar en el passat portaven normalment el seu bestiar amb ells a mesura que avançaven. Aquest estudi ADNmt boví suggereix que almenys algunes persones van tenir com a descedents els etruscs, i que van fer camí cap a Itàlia des d'Anatòlia o d'altres parts del Pròxim Orient. No obstant això, l'estudi no dona cap pista sobre quan podria haver succeit. Hi ha la possibilitat que la civilització etrusca va sorgir a nivell local amb els contactes marítims de tota la Mediterrània, i la presència genètica podria provrnir dels temps del Neolític i l'expansió de les cultures marítimes, com potser indica l'extensió de la ceràmica cardial.